# Пуё Пхун
Пуё Пхун — король (ван) корейского государства Пэкче в 660—663 годах н. э. Сын вана Уйха (Uija of Baekje).

## Биография
В 660 году Пэкче пало под ударами союзных сил государства Силла и Древнего Китая. На тот момент принц, Пуё Пхун вернулся на родину из Японии вместе с японской армией под командованием Абэ но Хирафу и провозгласил себя королём. К нему и японцам примкнул также генерал Боксин (Поксин). В 663 году, однако, союзные силы потерпели поражение в Битве при реке Пэккан против армий китайцев и государства Силла, а Пэкче окончательно прекратило своё существование. Победители захватили реликвию — драгоценный меч вана. По некоторым данным, когда в конце событий войска Пуё Пхуна и Боксина были осаждены врагами в одной из крепостей, последний решил совершить предательство и убить Пуё Пхуна, однако тот успел убить Боксина первым. Принц бежал в третье корейское государство — Когурё. После его падения вероятно жил в изгнании в Южном Китае. Обстоятельства его жизни после 663 года достоверно неизвестны.
Младший брат короля Зенко служил Японии и стал основателем клана Кудара но Коникиси (первоначально это родовое имя было присвоено Зенко императором Японии).